# Brad Grunberg
Bradley Herman Grunberg, meglio noto come Brad Grunberg (Los Angeles, 6 novembre 1964), è un attore statunitense.
È fratello dell'attore Greg Grunberg.

## Filmografia parziale

### Cinema
- Miss F.B.I. - Infiltrata speciale (Miss Congeniality 2: Armed & Fabulous), regia di John Pasquin (2005)
- Io vi dichiaro marito e... marito (I Now Pronounce You Chuck and Larry), regia di Dennis Dugan (2007)
- L'uomo che fissa le capre (The Men Who Stare at Goats), regia di Grant Heslov (2009)

### Televisione
- E.R. - Medici in prima linea (ER) - serie TV, 1 episodio (2002)
- Senza traccia (Without a Trace) - serie TV, 1 episodio (2002)
- Lizzie McGuire - serie TV, 3 episodi (2001-2002)
- Parenthood - serie TV, episodio 2x17 (2011)
- 2 Broke Girls - serie TV, 1 episodio (2012)
- Castle - serie TV, episodio 8x13 (2016)

## Doppiatori italiani
Nelle versioni in italiano delle opere in cui ha recitato, Brad Grunberg è stato doppiato da:
- Roberto Stocchi in Dr. House - Medical Division, Io vi dichiaro marito e... marito
- Giorgio Lopez in CSI: NY
- Nicola Braile in Detective Monk
- Andrea Bolognini in How I Met Your Mother
- Metello Mori in Sons of Anarchy